# The Last Detail
The Last Detail is een Amerikaanse filmkomedie uit 1973 onder regie van Hal Ashby.

## Verhaal
Een marinier met kleptomanie wordt voor een kleine diefstal veroordeeld tot acht jaar gevangenis. Twee andere matrozen krijgen de opdracht om hem naar de cel over te brengen. Ze besluiten hem nog eens goed van het leven te laten genieten, voordat ze hem afleveren aan de gevangenis.

## Rolverdeling
| Acteur                 | Personage                 |
| ---------------------- | ------------------------- |
| Jack Nicholson         | Buddusky                  |
| Otis Young             | Mulhall                   |
| Randy Quaid            | Meadows                   |
| Clifton James (acteur) | Provoost-geweldiger       |
| Carol Kane             | Jonge hoer                |
| Michael Moriarty       | Marineofficier van dienst |
| Luana Anders           | Donna                     |
| Kathleen Miller        | Annette                   |
| Nancy Allen            | Nancy                     |
| Gerry Salsberg         | Henry                     |
| Don McGovern           | Barman                    |
| Pat Hamilton           | Madame                    |
| Michael Chapman        | Taxichauffeur             |
| Jim Henshaw            | Sweek                     |
| Derek McGrath          | Lid van Nichiren Shoshu   |